# 章化镇
章化镇，是中华人民共和国河南省漯河市舞阳县下辖的一个乡镇级行政单位，位于舞阳县境西北部，西部与叶县相接，北与襄城县相接，境内有沙河、灰河自西向东穿过。农业主产小麦、玉米、烟叶等。

## 行政区划
章化乡下辖以下地区：
章化村、康庄村、榆林村、孙郭庄村、梅湾村、军李村、魏楼村、傅庄村、西魏村、店街村、刘庄村、河湾村、简城村、大路孙村、绳刘村、任寨村、岭谢村、朱左村、湾李村、赵庄村、岭张村、老官李村、韩庄村、前古城村、后古城村、李吉东村、智王村和李吉西村。

## 沿革
清末民初，章化乡分属章化台保和古城保。
民国八年（1919年）属定陵保。民国20年（1931年）属第七区。民国31年（1942年）属定陵镇。
1948年属沙北县第四区。1949年属舞阳县第九区。
1958年属北舞渡人民公社。1975年置章化乡人民公社。1984年改为章化乡。

## 文物保护单位
古文化遗址3处：东不羹城遗址，简襄王城遗址、章化寺龙山文化遗址；
汉代古墓群1处：魏楼墓群；
古建筑2处：简城高楼、榆林地主宅院；
现代文物2座：创修梅湾河堤石坝碑、冯玉祥将军治国安民碑。
其中，东不羹城遗址，位于前、后古城村一带，是一处东周时代遗址，位列第三批河南省文物保护单位，编号3-171。